# Albert Paulsson
Albert Paulsson (Pålsson), född 6 juli 1894 i Mörrums socken i Blekinge, död 25 december 1986 i Karlshamn, var en svensk målare.
Paulsson studerade vid Skånska målarskolan i Malmö 1945–1946 och under studieresor till Italien, Spanien och Marocko. Separat ställde han ut i Karlshamn 1948 och ställde därefter ur ett flertal gånger i Karlskrona. Han medverkade i jubileumsutställningen i Karlskrona 1954 och i samlingsutställningar arrangerade av Karlskrona konstförening och Karlshamns konstförening. Hans konst består av stilleben och landskapsmåleri med motiv från Blekinge och dess skärgård utförda i olja eller pastell. Paulsson är representerad vid Karlshamns skolförvaltning. 